# Mount Send
Mount Send ist ein 1180 m hoher Berg aus im Norden des ostantarktischen Viktorialands. In den südlichen Wilson Hills ragt er 16 km östlich des Basilica Peak an der Nordflanke des Pryor-Gletschers auf.
Der United States Geological Survey kartierte ihn anhand eigener Vermessungen und Luftaufnahmen der United States Navy aus den Jahren von 1960 bis 1962. Das Advisory Committee on Antarctic Names benannte ihn im Jahr 1970 nach Raymond Francis Send (1927–2011), Geophysiker im United States Antarctic Research Program auf der McMurdo-Station von 1967 bis 1968.